# Free Wired
Free Wired è il terzo album in studio (il primo per una major) del gruppo hip hop statunitense Far East Movement, pubblicato nel 2010.

## Tracce
1. Girls on the Dance Floor (featuring Stereotypes) – 3:54
2. Like a G6 (featuring The Cataracs & Dev) – 3:36
3. Rocketeer (featuring Ryan Tedder) – 3:31
4. If I Was You (OMG) (featuring Snoop Dogg) – 3:25
5. She Owns the Night (featuring Mohombi) – 4:02
6. So What? – 3:24
7. Don't Look Now (featuring Keri Hilson) – 3:33
8. Fighting for Air (featuring Vincent Frank) – 3:45
9. White Flag (featuring Kayla Kai) – 3:48
10. 2gether (con Roger Sanchez featuring Kanobby) – 3:05

## Classifiche
| Classifica (2010) | Posizione raggiunta |
| ----------------- | ------------------- |
| Australia         | 65                  |
| Canada            | 16                  |
| Regno Unito       | 63                  |
| Stati Uniti       | 24                  |